# 1987 QE7
1987 QE7 är en asteroid i huvudbältet som upptäcktes den 21 augusti 1987 av den Schweiziska astronomen Paul Wild vid Observatorium Zimmerwald.
Asteroiden har en diameter på ungefär 11 kilometer och den tillhör asteroidgruppen Adeona.